# Moåträsket
Moåträsket är en sjö i Kalix kommun i Norrbotten och ingår i Töreälvens huvudavrinningsområde. Sjön är 9,5 meter djup, har en yta på 0,486 kvadratkilometer och befinner sig 92,1 meter över havet.

## Delavrinningsområde
Moåträsket ingår i det delavrinningsområde (735604-179843) som SMHI kallar för Ovan Granån. Medelhöjden är 162 meter över havet och ytan är 55,07 kvadratkilometer. Räknas de 3 avrinningsområdena uppströms in blir den ackumulerade arean 152,25 kvadratkilometer. Avrinningsområdets utflöde Töreälven (Tallån) mynnar i havet. Avrinningsområdet består mestadels av skog (77 procent) och sankmarker (16 procent). Avrinningsområdet har 0,79 kvadratkilometer vattenytor vilket ger det en sjöprocent på 1,4 procent.